# Amstrad CPC 664
Amstrad CPC 664 (CPC 664) је кућни рачунар, производ фирме Амстрад (Amstrad) који је почео да се израђује у Уједињеном Краљевству током 1985. године.
Користио је Zilog Z80 као централни микропроцесор а RAM меморија рачунара CPC 664 је имала капацитет од 64 kb, 42 kb остављено за корисника. 
Као оперативни систем кориштен је AMSDOS или CP/M.

## Детаљни подаци
Детаљнији подаци о рачунару CPC 664 су дати у табели испод.
|                       |                                           |
| [ 1 ]                 |                                           |
| Произвођач            | Амстрад                                   |
| Тип                   | кућни рачунар                             |
| Меморија              | 64 , 42 остављено за корисника            |
| Поријекло             | Уједињено Краљевство                      |
| Година                | 1985                                      |
| Тастатура             | QWERTY механичка тастатура                |
| Процесор              |                                           |
| Фреквенција процесора | 4                                         |
| RAM                   | 64 , 42 остављено за корисника            |
| ROM                   | 48 (32 за CPC 664 ROM + 16 за AMSDOS ROM) |
| Текст                 | 20 x 25 са 16 боја                        |
| Графика               | 160 x 200 са 16 боја                      |
| Боја                  | 27                                        |
| Звук                  | 3 канала, 7 октава                        |
| Димензије             | 29 (ширина) x 16 (дубина) x 4,5 (висина)  |
| Портови               |                                           |
| Оперативни систем     |                                           |